# Caleb Deschanel
Joseph Caleb Deschanel (Filadélfia, 21 de setembro de 1944) é um diretor de fotografia e diretor de televisão e cinema norte-americano.

## Vida
Deschanel nasceu na Filadélfia, Pensilvânia, filho de pai francês e mãe americana, que o criaram pela religião Quaker. Quando criança, ele estudou na Severn School. Ele cursou a Universidade Johns Hopkins de 1962 a 1966, originalmente estudando as áreas mais voltadas para as ciências. Porém, uma vez no campus, ele começou a se desviar para as áreas mais artísticas e literárias, se tornando editor do jornal da universidade, fotógrafo do anuário e assistente de um fotógrafo novaiorquino. Em Johns Hopkins, ele conheceu e se tornou amigo de Walter Murch, que o encorajou a entrar na Universidade do Sul da Califórnia para estudar artes cinematográficas, se formando em 1968. Depois de se formar, ele entrou no Conservatório do American Film Institute, se formando com um Mestrado em Belas Artes em 1971.

## Carreira

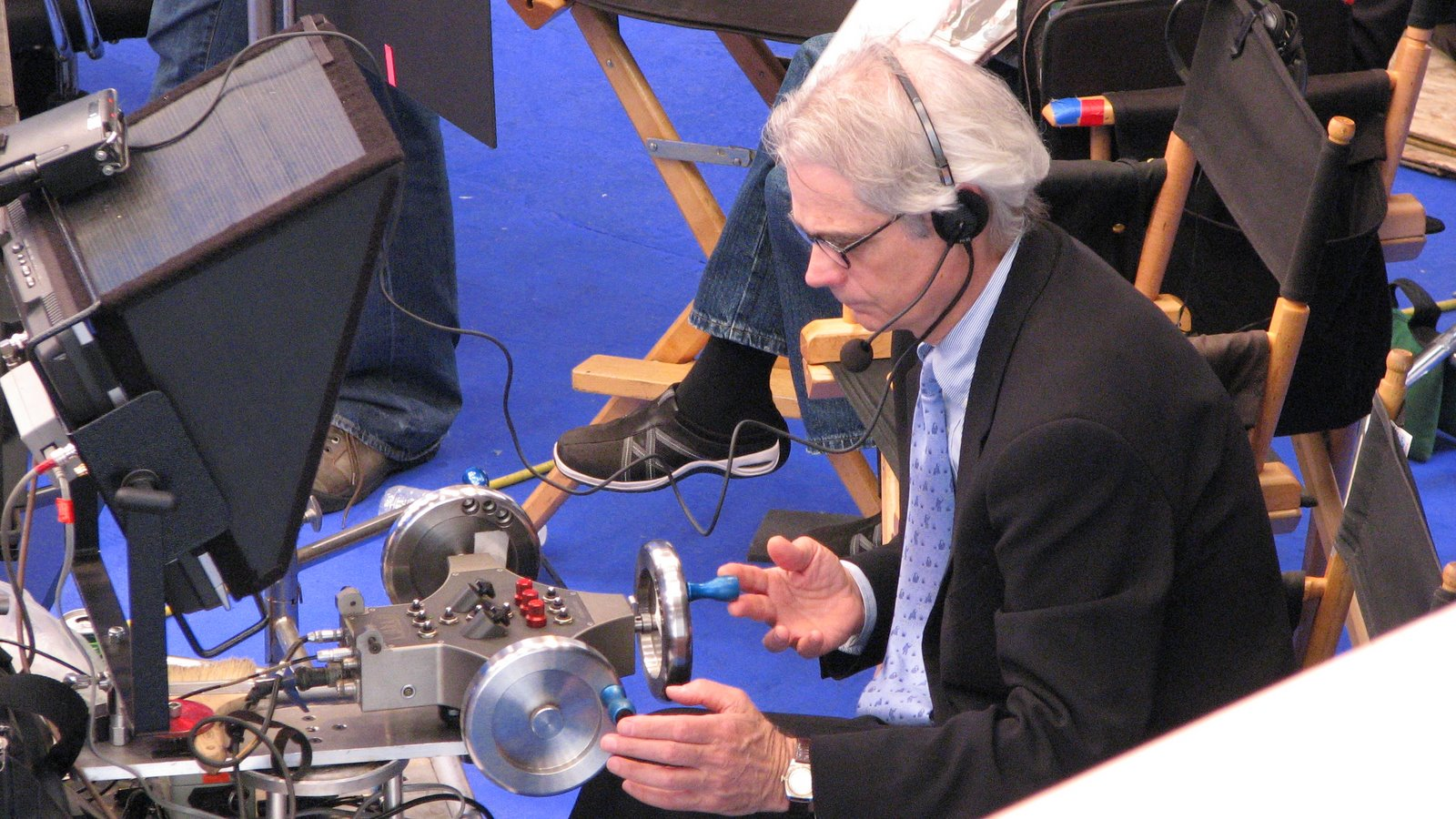
Deschanel nas gravações de The Spiderwick Chronicles em abril de 2007.

Deschanel começou sua carreira como assistente de câmera de Gordon Willis. Desde o início da década de 1970 até 1985 ele trabalhou como diretor de fotografia em filmes como A Woman Under the Influence, Being There, The Black Stallion, The Right Stuff e The Natural. Em 1985, ele parou de trabalhar em longas para se concentrar na criação de suas filhas. Nesse período, ele trabalhou em comerciais, algo que lheu deu a oportunidade de experimentar várias técnicas e aprimorar sua disciplina. Ele retornou ao cinema em 1993, e desde então trabalhou em filmes como Fly Away Home, The Patriot, Timeline e The Passion of the Christ.
Ele dirigiu seu primeiro filme em 1982, The Escape Artist, e o segundo em 1989, Crusoe. Em 1990, ele dirigiu três episódios da série de televisão Twin Peaks. Em 2004, ele dirigiu três episódio de Law & Order: Trial by Jury, e em 2007, Deschanel dirigiu um episódio de Bones, série estrelada por sua filha Emily Deschanel.

## Prêmios
Em 2010, Deschanel recebeu um prêmio especial da American Society of Cinematographers por todo o seu trabalho.
Ele já foi indicado seis vezes ao Oscar de Melhor Fotografia. A primeira indicação veio em 1984 por The Right Stuff e a segunda no ano seguinte por The Natural. A terceira em 1997 por Fly Away Home, a quarta em 2001 por The Patriot, a quinta em 2005 por The Passion of the Christ e a sexta e última em 2019, pelo filme alemão Werk ohne Autor.
Ele venceu o prêmio da American Society of Cinematographers em 2001 por The Patriot.

## Vida pessoal
Deschanel é casado com a atriz Mary Jo Weir desde 1972. Eles têm duas filhas, as atrizes Emily e Zooey Deschanel.